# Letanovce
Letanovce jsou obec na Slovensku v okrese Spišská Nová Ves, v Košickém kraji.

## Polohopis
Obec se nachází v západní části Hornádské kotliny na březích potoka Brusník a na severních svazích Slovenského ráje.

### Sousední obce
Letanovce sousedí s obcemi Hrabušice, Smižany, Spišské Tomášovce, Spišský Štvrtok, Stratená

### Ulice
Slovenského ráje, Svobody, Staniční, Školní, Hanulova, Nábrežná, Štúrova, Malá, Krátká, Polní, Zahradní, Michalská, Slovenského národního povstání, Tatranská.

### Vodní toky
Brusník

## Historie

### Staré a cizí názvy obce
- 1250 Lethon
- 1280 letoun
- 1299 Lapis Refugio
- 1307 Lapis Letonia, Letong
- 1319 Locus Refugio seu Letenkew, Letonkew
- 1773 Letanowcze
- 1786 Letanowce

- Německý název: Lettensdorf
- Maďarský název: Letánfalu, Létánfalva

## Politika

### Starostové obce
- 1990–1994 Michal Urban (KDH)
- 1994–1998 Michal Urban (KDH)
- 1998–2002 Michal Urban (KDH)
- 2002–2006 Ing. Peter Kacvinský (NEKA)
- 2006–2010 Ing. Peter Kacvinský (NEKA)
- 2010–2014 Michal Urban (KDH)
- 2014–2018 Slavomír Zahornadský (NEKA)
- 2018–dosud Slavomír Zahornadský (NEKA)

### Zastupitelstvo
- 1990–1994 - 12 poslanců
- 1994–1998 - 14 poslanců (11 KDH, 1 HZDS)
- 1998–2002 - 9 poslanců (5 KDH, 4 NEKA)
- 2002–2006 - 9 poslanců (7 KDH, 1 NEKA, 1 SDĽ)
- 2006–2010 - 9 poslanců (4 KDH, 1 KDH + SDKÚ-DS, 2 NEKA, 2 SMĚR + SNS)

### Obyvatelstvo
Vývoj obyvatelstva od roku 1869:
| Rok sčítání | Počet obyvatel | Počet domů |
| ----------- | -------------- | ---------- |
| 1869        | 737            | -          |
| 1880        | 680            | 112        |
| 1890        | 684            | 141        |
| 1900        | 697            | 154        |
| 1910        | 727            | 150        |
| 1921        | 731            | 149        |
| 1930        | 855            | 171        |
| 1950        | 1 020          | 192        |
| 1961        | 1 233          | 222        |
| 1970        | 1 426          | 274        |
| 1980        | 2 602          | 324        |
| 1991        | 1 668          | 341        |
| 2001        | 1933           | 319        |

Složení obyvatelstva podle náboženského vyznání (2001):
|                          | Počet obyvatel | %    |
| ------------------------ | -------------- | ---- |
| Římskokatolická církev   | 1 835          | 94,9 |
| Řeckokatolická církev    | 7              | 0,4  |
| Evangelická církev a. v. | 5              | 0,3  |
| Bez vyznání              | 10             | 0,5  |
| Ostatní a nezjištěno     | 76             | 3,9  |

Složení obyvatelstva podle národnosti (2001):
|                      | Počet obyvatel | %    |
| -------------------- | -------------- | ---- |
| Slovenská            | 1 480          | 76,6 |
| Romská               | 397            | 20,5 |
| Ostatní a nezjištěno | 56             | 2,9  |

## Kultura a zajímavosti

### Památky
Kláštorisko
Zříceniny někdejšího kláštera na Skále útočiště (Lapis Refugio), který založili kartuziáni roku 1299 a rozšířili novým kostelem roku 1330. Klášter byl v roce 1436 vypálen a při obnově v poslední třetině 15. stol. dostal další polygonálně zakončenou kapli. Roce 1543 dali Levočani opuštěný klášter a kostel zbourat. Od té doby leží v sutinách. Z někdejších staveb se zachovalo základové zdivo a značně destruované zbytky zdí.
Katolický kostel Všechsvätých
Původně pozdněrománský z poloviny 13. stol., přestavěný ve 14. stol. a zbarokizován v 18. stol. Z původní stavby se zachoval půdorys se čtvercovým presbytářem, lodí a věží a částečná výška obvodového zdiva. Z románských detailů je jižní portál lodi, částečně zakrytý přístavbou barokní předsíně. Vstupní portál je gotický. Loď má pruskou klenbu a je rozšířena transeptem zaklenutým křížovou klenbou. Pozdněbarokní fasády jsou členěny lizénovým orámováním. Vnitřní zařízení je nové, na dvou bočních oltářích jsou uprostřed barokní obrazy z 18. stol. V předsíni je pozdněbarokní krucifix z druhé poloviny 18. stol.

### Sport
Oddíly Sportovního klubu TJ Družstevník:
- Fotbalový oddíl
- Pingpongový oddíl
- Turistický oddíl
- Fitness centrum

### Pravidelné akce
Každou druhou srpnovou neděli v roce se na Kláštorisku ve Slovenském ráji koná oslava Dne slovenských hor. Každý rok poslední červencový víkend se konají folklórní slavnosti „Pod lipami“.

## Hospodářství a infrastruktura

### Farní úřad
Římskokatolický - Slovenského ráje 26. Duchovní správce: Rudolf Pitoňák

### Školství
- I. Mateřská škola - Nábrežná 9
- II. Mateřská škola - Slovenského ráje 65
- církevní základní škola - J. Sklenáře
- zvláštní škola - Slovenského ráje 16